# Saint-Bonnet-le-Chastel
Saint-Bonnet-le-Chastel ist eine französische Gemeinde mit 205 Einwohnern (Stand: 1. Januar 2022) im Département Puy-de-Dôme in der Region Auvergne-Rhône-Alpes (vor 2016 Auvergne). Sie gehört zum Arrondissement Ambert und zum Kanton Les Monts du Livradois (bis 2015 Kanton Saint-Germain-l’Herm).

## Geographie
Saint-Bonnet-le-Chastel liegt etwa 52 Kilometer südsüdöstlich von Clermont-Ferrand im Regionalen Naturpark Livradois-Forez. Nachbargemeinden von Saint-Bonnet-le-Chastel sind Chambon-sur-Dolore im Norden, Marsac-en-Livradois im Osten, Arlanc im Südosten, Novacelles im Süden, Saint-Bonnet-le-Bourg im Westen und Südwesten sowie Saint-Germain-l’Herm im Westen und Nordwesten.

## Bevölkerungsentwicklung
| Jahr                       | 1962 | 1968 | 1975 | 1982 | 1990 | 1999 | 2006 | 2013 |
| Einwohner                  | 504  | 389  | 313  | 258  | 221  | 252  | 240  | 215  |
| Quellen: Cassini und INSEE |      |      |      |      |      |      |      |      |

## Sehenswürdigkeiten
- Kirche aus dem 15./16. Jahrhundert

## Persönlichkeiten
- Georges Chometon (* 1928), Politiker (UDF)